# Lembosina
Lembosina ist die einzige Gattung  der einzigen Familie Lembosinaceae der Schlauchpilze, die alleine die Ordnung Lembosinales bilden.

## Merkmale
Die Fruchtkörper von Lembosina-Arten sind schildförmig (thyriothecial) oder spaltförmig, sie sind linear, selten auch y-förmig und schwarz und öffnen sich mit linearen Rissen, sie kommen einzeln oder gesellig vor, sind oberflächlich, lose an der Wirtsoberfläche. Die obere Wand besteht aus einer dünnen Schicht schwarzer Zellen, die am äußeren Rand verzweigt sind, der untere Teil ist nur schwach entwickelt.
Das Hamathecium (das Gewebe zwischen den Schläuchen) besitzt wenige, fadenförmige Pseudoparaphysen. Die Schläuche (Asci) enthalten je acht Sporen, sie sind bitunikat (zweiwandig), beinahe kugelig bis länglich. Sie färben sich nicht in Lugol-Lösung. Die Sporen sind in sich überlappenden 2 bis 4 Reihen angeordnet, einfach septiert, wobei die obere Teilzelle leicht breiter und kürzer ist als die untere. Sie sind durchscheinend, werden aber braun im Alter. Eine Nebenfruchtform ist nicht bekannt.

## Lebensweise
Lembosina-Arten leben saprob an der Oberfläche der Sprossachse verschiedener Pflanzen vor und bilden dabei geschwärzte, kreisrunde Flecken. Sie sind weit verbreitet. Mindestens zwei Arten kommen in Australien vor.

## Systematik und Taxonomie
Die Gattung Lembosina wurde bereits 1913 von Ferdinand Theissen beschrieben. In den 70er Jahren wurde die Gattung zu den Leptopeltidaceae gestellt, 1995 dann zu den Asterinaceae. 2019 stellte Pedro Willem Crous sie dann in eine eigene monotypische Familie und Ordnung mit unsicherer Stellung innerhalb der Dothideomycetes.
Die Typusart ist Lembosina aulographoides
2020 wurde noch die Ordnung Aulographales für die Gattung Aulographum und verwandte Gattungen beschrieben. Nach Meinung von Le Renard und Mitarbeitern gehören Lembosina und Aulographum in eine gemeinsame Familie. Damit wären die Lembosinales/Lembosinaceae nicht mehr monotypisch. Crous und Mitarbeiter (2019) sehen die Eigenständigkeit aber als gegeben an.
Zurzeit (Stand Januar 2022) zählen folgende Arten zur Gattung:
- Lembosina acokantherae
- Lembosina alyxiae
- Lembosina aulographoides
- Lembosina bosciae
- Lembosina canthii
- Lembosina cocculi
- Lembosina copromya
- Lembosina diospyri
- Lembosina dracaenae
- Lembosina durbana
- Lembosina dyckiae
- Lembosina embeliae
- Lembosina empetri
- Lembosina ericae
- Lembosina eucalypti
- Lembosina gontardii
- Lembosina heptapleuri
- Lembosina indica
- Lembosina liturae
- Lembosina nipponica
- Lembosina persooniae
- Lembosina pittospori
- Lembosina psychotriae
- Lembosina quercina
- Lembosina rawsoniae
- Lembosina rhoina
- Lembosina saccopetali
- Lembosina sclerolobii